# Puig-reig
Puig-reig (ˌpu(dʒ)ˈretʃ, spanisch: Puigreig) ist ein katalanisches Dorf und eine Gemeinde (municipio) in der Comarca Berguedà in der spanischen Provinz Barcelona mit 4.489 Einwohnern (Stand: 2024).
Neben dem Hauptort Puig-reig besteht die Gemeinde aus den Dörfern L’Ametlla de Merola, Cal Marçal, Cal Pons, Cal Riera, Cal Vidal und Cal Prat.

## Lage
Puig-reig liegt am Lauf des Flusses Llobregat etwa 70 Kilometer nordnordwestlich von Barcelona. Durch die Gemeinde führt die Autopista C-16.

## Geschichte
Durch die urkundliche Erwähnung der Burg und der Weihe der Martinskirche 907 ist die Existenz des Ortes seither verbürgt. Nach dem Tod des Troubadours Graf Wilhelm von Berguedan (Guilhem de Berguedà) 1187 erhielt der Templerorden auf Grund Wilhelms Testaments die Burg, die hier eine Kommende einrichteten. Die Kommende hielt sich bis 1307.

## Sehenswürdigkeiten
- Martinskirche, zur Martinskirche gehört auch die alte Priorei des Johanniterordens (sog. Rectoria)
- zahlreiche weitere Kirchen
- Burgruine von Puig-reig aus dem 10. Jahrhundert, im 12./13. Jahrhundert durch den Templerorden umgestaltet
- Burgruine von Merola aus dem 12. Jahrhundert
- mittelalterliche Brücke über den Llobregat

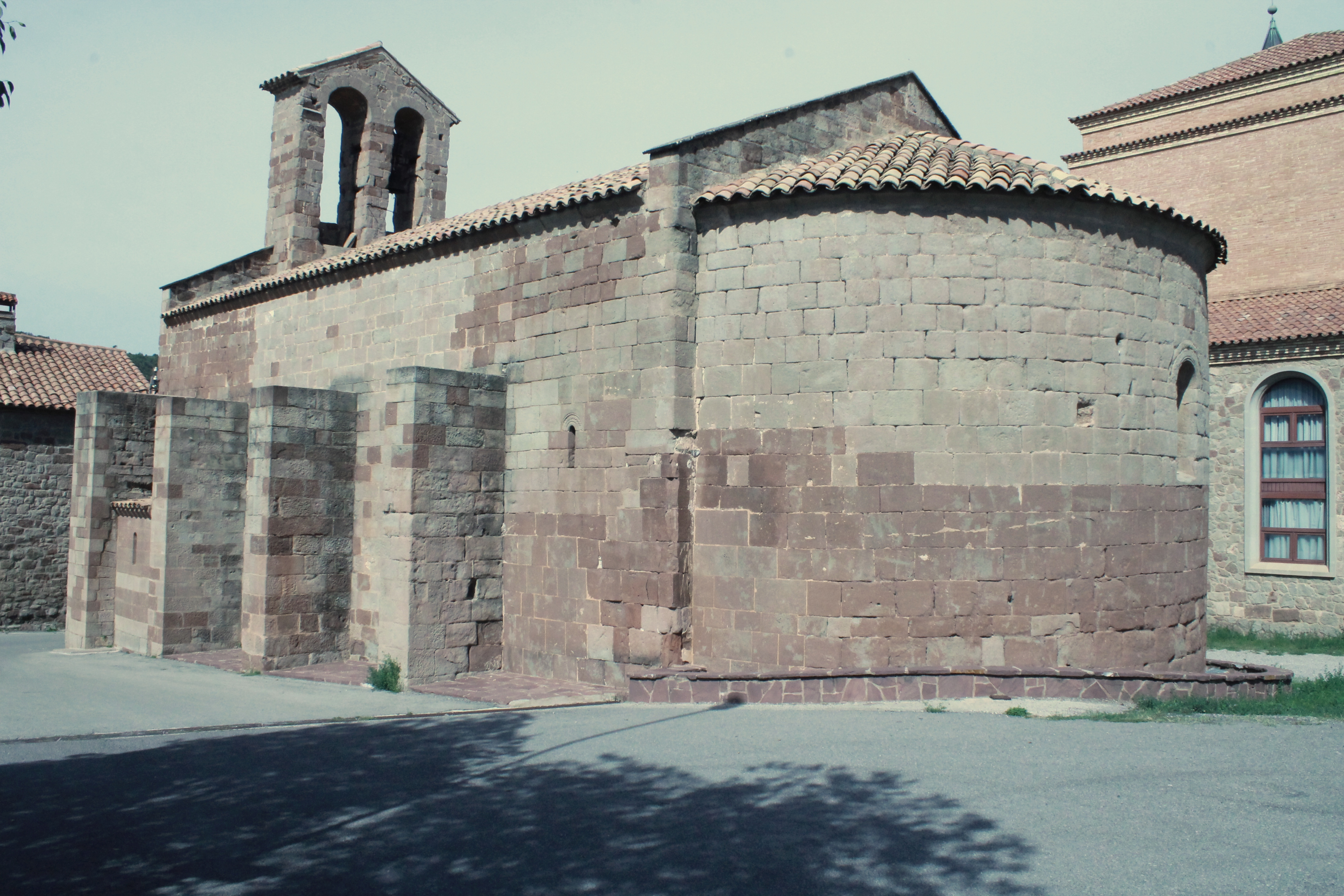
Martinskirche
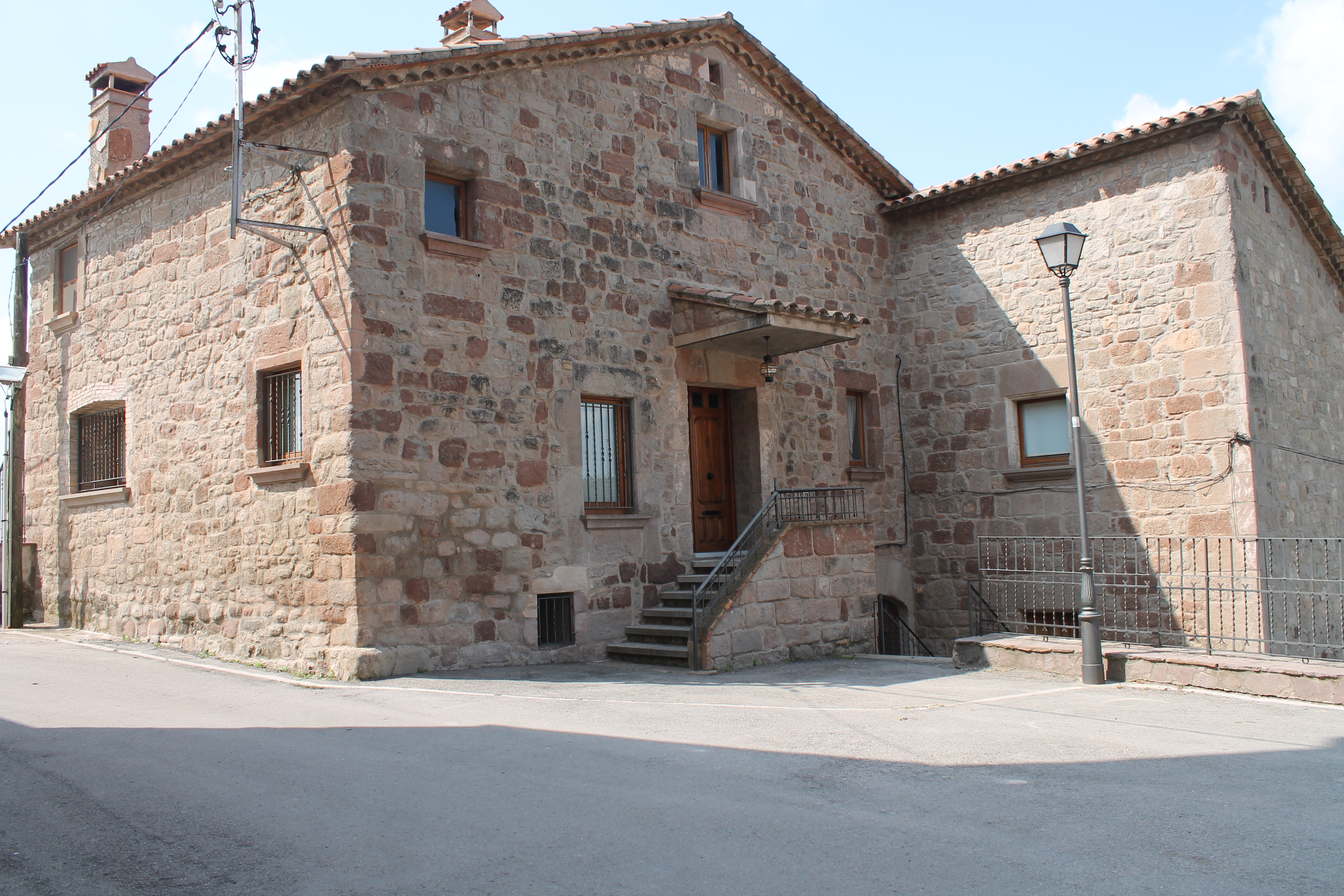
Priorei des Johanniterordens

## Persönlichkeiten
- Guilhem de Berguedà (um 1138–um 1196), ritterlicher Troubadour, Graf von Berguedà
- Arnau Sescomes (verstorben 1346), Bischof von Lleida (1327–1334) und Erzbischof von Tarragona (1334–1346)
- Àngel Badia i Camps (1929–2019), Maler und Zeichner
- Josep Pons i Viladomat (* 1957), Dirigent
- Óscar Laguna Garcia (* 1978), Radrennfahrer
- Enric Vallès Prat (* 1990), Fußballspieler (Mittelfeld)
- Oriol Rosell Argerich (Uri, * 1992), Fußballspieler (defensives Mittelfeld)